# Willa Carla Grosse w Bydgoszczy
Willa Carla Grosse w Bydgoszczy – zabytkowa willa w Bydgoszczy.

## Położenie
Budynek stoi nieco cofnięty we wschodniej pierzei ul. Gdańskiej, na rogu ul. Zamoyskiego.  

## Historia
Willa powstała w latach 1898–1899 według projektu architekta Karla Bergnera na zamówienie Carla Grosse. Prowadził on jedyną w Bydgoszczy fabrykę korka Ostdeutsche Kork-Fabrik, mającą tu swoją siedzibę. Jeden z kolejnych właścicieli - hurtownik drewna Otto Schmidt – w latach 1918–1920 wzbogacił willę o oryginalny, zachowany do dzisiaj wystrój wnętrza.
Budynek wielokrotnie przebudowywano w związku z potrzebami kolejnych użytkowników.
Przez wiele lat uważano, że w latach 20. XX w. willa należała do aktorki Apolonii Chałupiec, bardziej znanej jako Pola Negri, od której miał ją wykupić bydgoski fabrykant Jan Kłossowski zwany „królem tektury”, mieszkający tam z rodziną do lat 30. XX w. W istocie jednak do Poli Negri należała kamienica przy ul. Zamoyskiego 8 z 1906r.
W latach 1962–1992 budynek był siedzibą Klubu Milicji Obywatelskiej. MO prowadziła w niej sklep i zakładową stołówkę, zwaną powszechnie „Pod pałami”.

## Architektura
Budynek utrzymany jest w stylistyce cottage nawiązującej do form architektury malowniczej. Willa poprzedzona jest przedogrodem, posiada asymetryczną bryłę i dekoracyjną fasadę, wzbogaconą wykuszami, ryzalitami, loggiami oraz szkieletową konstrukcją szczytów wypełnionych snycersko opracowanymi belkami. 
Wystrój wnętrza utrzymany jest w stylu art déco, a wykonała go firma Johanna H. Fricke. Oprócz dekoracji sztukatorskiej warte uwagi są witraże, drewniane płaskorzeźby o motywach zwierzęcych i roślinnych, snycersko opracowane obramienia drzwi i balustrada klatki schodowej. W sali balowej, wychodzącej na ogród, umieszczono fontannę ozdobioną rzeźbą kobiety myjącej włosy.

## Galeria

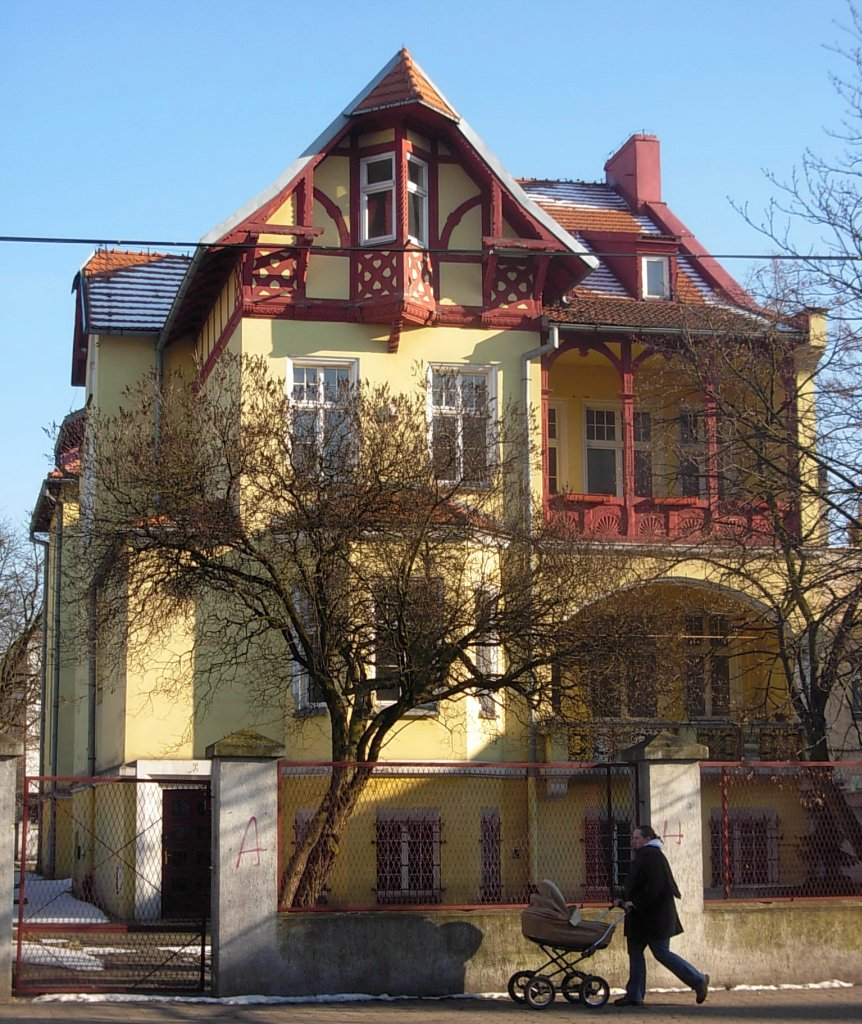
Front od ul. Gdańskiej
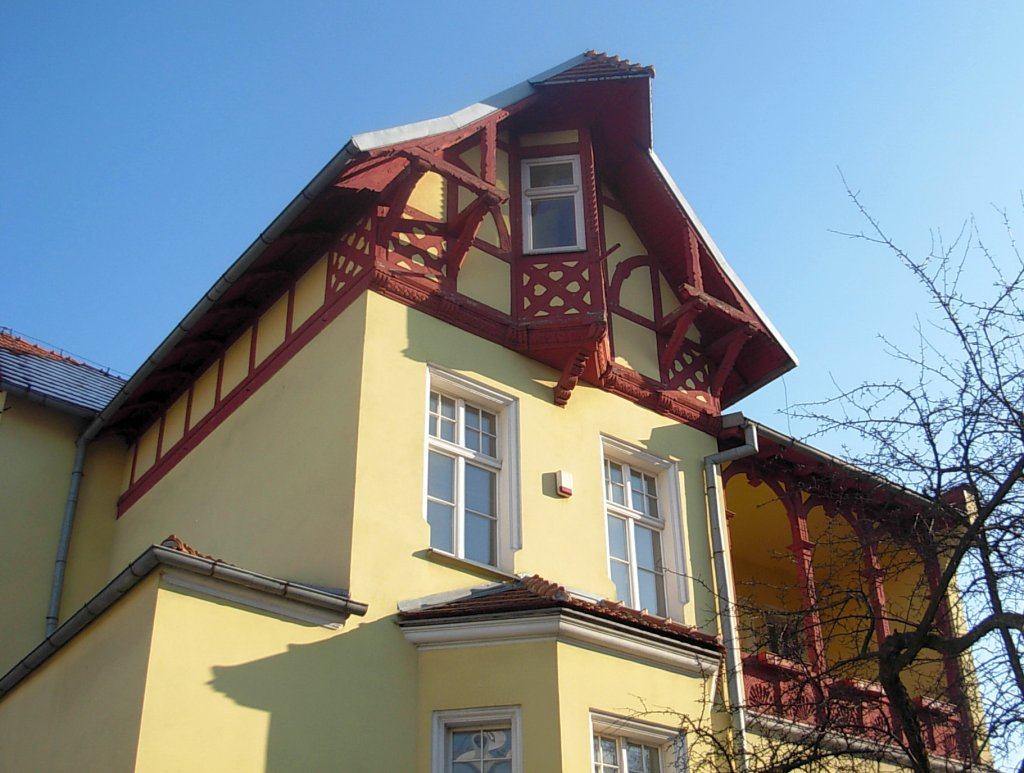
Szczyt budynku